# Arachnodes refulgens
Arachnodes refulgens là một loài bọ cánh cứng trong họ Bọ hung (Scarabaeidae).